# Osman Bukari
Osman Bukari (Accra, 13 december 1998) is een Ghanees profvoetballer die bij voorkeur als vleugelaanvaller speelt. In juni 2020 verruilde hij KAA Gent voor Rode Ster Belgrado.

## Clubcarrière

### Jeugd
Bukari begon zijn voetbalcarrière in zijn thuisland bij Accra Lions. In januari 2018 werd hij voor een half jaar uitgeleend aan de beloften van RSC Anderlecht.

### AS Trenčín
In de zomer van 2018 trok Bukari naar Slowakije, waar hij een contract tekende bij AS Trenčín. Hij bleef er uiteindelijk twee jaar, waarin hij 66 wedstrijden speelde en goed was voor 16 goals en 25 assists.

### KAA Gent
In september 2020 ondertekende de Ghanees een contract voor drie seizoenen bij KAA Gent. Gent was in het seizoen daarvoor nog vicekampioen geworden – weliswaar nadat de competitie vroegtijdig werd stopgezet vanwege de coronapandemie –, maar had in het seizoen 2020/21 een desastreuze start genomen: toen Bukari op 19 september 2020 zijn officiële debuut maakte voor de club in de competitiewedstrijd tegen Excel Moeskroen, zat Gent met Wim De Decker al aan zijn derde hoofdtrainer van het seizoen.

### Nantes FC
Toen Nantes-trainer Antoine Kombouaré tijdens een persconferentie de vraag kreeg hoe de club bij Bukari was uitgekomen, verklaarde de trainer dat de club geen scoutingcel heeft en door vrienden getipt was. Hij verwees daarmee allicht naar Mogi Bayat, die eerder al spelers als Guillaume Gillet, Kalifa Coulibaly, Yassine El Ghanassy, Anthony Limbombe en Kara Mbodj naar de Franse club had geloodst.
Bukari speelde 24 competitiewedstrijden voor Nantes in de Ligue 1, waarvan slechts tien als basisspeler. Op 7 mei 2022 won hij met de club de Coupe de France. Bukari, die voordien enkel had meegespeeld in de 1/32e finale tegen FC Sochaux, viel tijdens de finale tegen OGC Nice in de 73e minuut in voor Moses Simon.

### Rode Ster Belgrado
In juni 2022 verhuisde Bukari, die nog een contract tot 2023 had bij KAA Gent, naar Rode Ster Belgrado.

## Statistieken
| Seizoen     | Club        | Competitie         | Competitie | Competitie | Competitie | Beker | Beker | Beker | Internationaal | Internationaal | Internationaal | Totaal | Totaal | Totaal |
| Seizoen     | Club        | Competitie         | Wed.       | Dlp.       | Ass.       | Wed.  | Dlp.  | Ass.  | Wed.           | Dlp.           | Ass.           | Wed.   | Dlp.   | Ass.   |
| ----------- | ----------- | ------------------ | ---------- | ---------- | ---------- | ----- | ----- | ----- | -------------- | -------------- | -------------- | ------ | ------ | ------ |
| 2018/19     | AS Trenčín  | Fortuna Liga       | 24         | 1          | 4          | 4     | 2     | 5     | 4              | 0              | 0              | 32     | 3      | 9      |
| 2019/20     | AS Trenčín  | Fortuna Liga       | 26         | 10         | 9          | 4     | 1     | 6     | —              | —              | —              | 30     | 11     | 15     |
| 2020/21     | AS Trenčín  | Fortuna Liga       | 4          | 2          | 1          | 0     | 0     | 0     | —              | —              | —              | 4      | 2      | 1      |
| Club Totaal | Club Totaal | Club Totaal        | 54         | 13         | 14         | 8     | 3     | 11    | 4              | 0              | 0              | 66     | 16     | 25     |
| 2020/21     | KAA Gent    | Jupiler Pro League | 26         | 4          | 6          | 2     | 0     | 0     | 7              | 0              | 0              | 35     | 4      | 6      |
| Club Totaal | Club Totaal | Club Totaal        | 26         | 4          | 6          | 2     | 0     | 0     | 7              | 0              | 0              | 35     | 4      | 6      |
| 2021/22     | → Nantes FC | Ligue 1            | 24         | 2          | 4          | 2     | 0     | 0     | —              | —              | —              | 26     | 2      | 4      |
| Club Totaal | Club Totaal | Club Totaal        | 24         | 2          | 4          | 2     | 0     | 0     | 0              | 0              | 0              | 26     | 2      | 4      |
| 2022/23     | Rode Ster   | Super Liga         | 15         | 4          | 1          | 0     | 0     | 0     | 9              | 3              | 4              | 24     | 7      | 5      |
| Club Totaal | Club Totaal | Club Totaal        | 15         | 4          | 1          | 0     | 0     | 0     | 9              | 3              | 4              | 24     | 7      | 5      |
| TOTAAL      | TOTAAL      | TOTAAL             | 119        | 23         | 25         | 12    | 3     | 11    | 20             | 3              | 4              | 151    | 29     | 40     |

Bijgewerkt t.e.m. 24 juni 2022.

## Interlandcarrière
Bukari maakte op 25 maart 2021 zijn interlanddebuut voor Ghana: in de Afrika Cup-kwalificatiewedstrijd tegen Zuid-Afrika (1-1) liet bondscoach Charles Akonnor hem tijdens de rust invallen voor Kwame Opoku.

## Erelijst
| Coupe de France | 1x | 2021/22 |